# Bengt Nilsson
Pour les articles homonymes, voir Nilsson.
Nils Bengt Nilsson, dit Bengt Nilsson (né le 17 février 1934 à Härnösand et mort le 11 mai 2018), est un athlète suédois, spécialiste du saut en hauteur.

## Biographie
En 1954, Bengt Nilsson remporte le titre des Championnats d'Europe, à Berne, avec un saut à 2,02 m, devançant sur le podium les Tchécoslovaques Jirí Lánský et Jaroslav Kovár. Lors de cette même saison, le Suédois améliore à deux reprises le record d'Europe du saut en hauteur en réalisant successivement 2,10 m et 2,11 m.

### Palmarès
| Date | Compétition           | Lieu  | Résultat | Marque |
| ---- | --------------------- | ----- | -------- | ------ |
| 1954 | Championnats d'Europe | Berne | 1er      | 2,02 m |

### Records
| Épreuve         | Performance | Lieu     | Date              |
| --------------- | ----------- | -------- | ----------------- |
| Saut en hauteur | 2,11 m      | Göteborg | 19 septembre 1954 |